# Rose Claeys
Rose Claeys (geboren Marie-Rose Vereecke) is een Belgische onderneemster en stichter van de bioscoopgroep Kinepolis. Samen met haar schoonbroer Albert Bert bouwde ze Kinepolis nationaal en internationaal uit. In 1997 kreeg ze samen met Bert de prijs voor Manager van het Jaar. Ze was hiermee de eerste vrouw die de prijs ontving.

## Levensloop
Albert Bert nam in de jaren 1960 cinema Majestic in Harelbeke over en was ambitieus om zijn zaak uit te breiden. Hij belde Claeys om samen een cinema in Hasselt uit te baten. In 1972 opende Bert en Claeys de eerste TrioScoop in Hasselt. De bioscoop was van een kleine buurtcinema omgebouwd tot een multiplex-cinema met drie zalen.
De families Bert en Claeys werkten nauw samen terwijl ze hun eigen cinemaprojecten hadden. Bert was voornamelijk actief in West- en Oost-Vlaanderen, terwijl Claeys zich richtte op Limburg en Luik. In 1988 lanceerde Bert en Claeys Kinepolis Brussel. Met 25 zalen was het destijds het grootste bioscoopcomplex ter wereld. In 1997 voegde de twee families Bert en Claeys hun bioscopen samen in de Kinepolis Group.
In 1998 droegen Bert en Claeys hun leiderschap door aan Joost Bert (zoon van Albert Bert) en Florent Gijbels (schoonzoon van Rose Claeys). In 2006 kwam het tot een breuk toen Gijbels uit de Kinepolis Group stapte. Rose Claeys verliet vervolgens de raad van bestuur.